# Розениус, Нильс
Нильс Розениус, или Нильс Росениус (швед. Nils Rosenius), — фигурист из Швеции, серебряный призёр чемпионата мира 1909 года и серебряный призёр первого чемпионата Швеции 1912 года в парном катании. Выступал в паре с Вальборг Линдаль.

## Спортивные достижения
| Соревнования/Сезоны | 1909                    | 1910                    | 1911                    | 1912 |
| ------------------- | ----------------------- | ----------------------- | ----------------------- | ---- |
| Чемпионаты мира     | 2                       |                         |                         |      |
| Чемпионаты Швеции   | Чемпионат не проводился | Чемпионат не проводился | Чемпионат не проводился | 2    |